# Campionato europeo maschile di pallacanestro 1959
L'11º Campionato Europeo Maschile di Pallacanestro FIBA (noto anche come FIBA EuroBasket 1959) si è tenuto dal 21 al 31 maggio 1959 ad Istanbul in Turchia.
I Campionati europei maschili di pallacanestro sono una manifestazione biennale tra le squadre nazionali organizzata dalla FIBA Europe.

## Partecipanti
Partecipano diciassette nazionali divise in quattro gruppi.
| Gruppo A                                        | Gruppo B                                   | Gruppo C                                                       | Gruppo D                              |
| ----------------------------------------------- | ------------------------------------------ | -------------------------------------------------------------- | ------------------------------------- |
| - Finlandia - Polonia - Spagna - Cecoslovacchia | - Belgio - Bulgaria - Jugoslavia - Turchia | - Germania Est - Francia - Israele - Italia - Unione Sovietica | - Iran - Austria - Romania - Ungheria |

## Prima fase
La vincente di ogni gara si aggiudica due punti, la perdente uno. Le prime due di ogni gruppo accedono alla seconda fase, le rimanenti giocheranno per le posizioni dalla nona alla diciassettesima.

### Gruppo A
| Gara | Team 1         | Team 2    | 1.T.  | 2.T.  | Supp. | Finale |
| ---- | -------------- | --------- | ----- | ----- | ----- | ------ |
| A1   | Finlandia      | Polonia   | 29:39 | 28:33 | –     | 57:72  |
| A2   | Cecoslovacchia | Spagna    | 40:27 | 45:35 | –     | 85:62  |
| A3   | Spagna         | Finlandia | 27:22 | 30:21 | –     | 57:43  |
| A4   | Cecoslovacchia | Polonia   | 42:15 | 40:36 | –     | 82:51  |
| A5   | Cecoslovacchia | Finlandia | 49:23 | 44:24 | –     | 93:47  |
| A6   | Polonia        | Spagna    | 28:28 | 27:27 | 6:3   | 61:58  |

| Pos. | Nazione        | Giocate | Vinte | Perse | Fatti-Subiti | Punti | Diff. |
| ---- | -------------- | ------- | ----- | ----- | ------------ | ----- | ----- |
| 1    | Cecoslovacchia | 3       | 3     | 0     | 260:160      | 6     | +100  |
| 2    | Polonia        | 3       | 2     | 1     | 184:197      | 5     | -13   |
| 3    | Spagna         | 3       | 1     | 2     | 177:189      | 4     | -12   |
| 4    | Finlandia      | 3       | 0     | 3     | 147:222      | 3     | -75   |

### Gruppo B
| Gara | Team 1     | Team 2     | 1.T.  | 2.T.  | Supp. | Finale |
| ---- | ---------- | ---------- | ----- | ----- | ----- | ------ |
| B1   | Belgio     | Turchia    | 22:28 | 39:22 | –     | 61:50  |
| B2   | Bulgaria   | Jugoslavia | 42:35 | 38:37 | –     | 80:72  |
| B3   | Turchia    | Jugoslavia | 30:30 | 36:40 | –     | 66:70  |
| B4   | Bulgaria   | Belgio     | 39:46 | 38:33 | –     | 77:79  |
| B5   | Jugoslavia | Belgio     | 34:21 | 26:35 | –     | 60:56  |
| B6   | Bulgaria   | Turchia    | 32:23 | 30:34 | –     | 62:57  |

| Pos. | Nazione    | Giocate | Vinte | Perse | Fatti-Subiti | Punti | Diff. |
| ---- | ---------- | ------- | ----- | ----- | ------------ | ----- | ----- |
| 1    | Bulgaria   | 3       | 2     | 1     | 219:208      | 5     | +11   |
| 2    | Belgio     | 3       | 2     | 1     | 196:187      | 5     | +9    |
| 3    | Jugoslavia | 3       | 2     | 1     | 202:202      | 5     | ±0    |
| 4    | Turchia    | 3       | 0     | 3     | 173:193      | 3     | -20   |

### Gruppo C
| Gara | Team 1           | Team 2           | 1.T.  | 2.T.  | Supp. | Finale |
| ---- | ---------------- | ---------------- | ----- | ----- | ----- | ------ |
| C1   | Italia           | Israele          | 30:30 | 44:29 | –     | 74:59  |
| C2   | Unione Sovietica | Francia          | 42:23 | 38:25 | –     | 80:48  |
| C3   | Germania Est     | Unione Sovietica | 20:43 | 17:44 | –     | 37:87  |
| C4   | Francia          | Israele          | 29:31 | 48:35 | –     | 77:66  |
| C5   | Israele          | Germania Est     | 44:37 | 35:30 | –     | 79:67  |
| C6   | Francia          | Italia           | 22:24 | 28:23 | –     | 50:47  |
| C7   | Italia           | Germania Est     | 37:33 | 48:32 | –     | 85:65  |
| C8   | Unione Sovietica | Israele          | 44:25 | 46:19 | –     | 90:44  |
| C9   | Francia          | Germania Est     | 39:16 | 38:19 | –     | 77:35  |
| C10  | Unione Sovietica | Italia           | 26:15 | 33:29 | –     | 59:44  |

| Pos. | Nazione          | Giocate | Vinte | Perse | Fatti-Subiti | Punti | Diff. |
| ---- | ---------------- | ------- | ----- | ----- | ------------ | ----- | ----- |
| 1    | Unione Sovietica | 4       | 4     | 0     | 316:173      | 8     | +143  |
| 2    | Francia          | 4       | 3     | 1     | 252:228      | 7     | +24   |
| 3    | Italia           | 4       | 2     | 2     | 250:233      | 6     | +17   |
| 4    | Israele          | 4       | 1     | 3     | 248:308      | 5     | -60   |
| 5    | Germania Est     | 4       | 0     | 4     | 204:328      | 4     | -124  |

### Gruppo D
| Gara | Team 1   | Team 2   | 1.T.  | 2.T.  | Supp. | Finale |
| ---- | -------- | -------- | ----- | ----- | ----- | ------ |
| D1   | Ungheria | Iran     | 50:23 | 59:25 | –     | 109:48 |
| D2   | Romania  | Austria  | 33:21 | 50:27 | –     | 83:48  |
| D3   | Austria  | Ungheria | 23:36 | 20:56 | –     | 43:92  |
| D4   | Iran     | Romania  | 19:31 | 29:34 | –     | 48:65  |
| D5   | Austria  | Iran     | 26:18 | 16:31 | –     | 42:49  |
| D6   | Romania  | Ungheria | 28:25 | 34:28 | –     | 62:53  |

| Pos. | Nazione  | Giocate | Vinte | Perse | Fatti-Subiti | Punti | Diff. |
| ---- | -------- | ------- | ----- | ----- | ------------ | ----- | ----- |
| 1    | Romania  | 3       | 3     | 0     | 210:149      | 6     | +61   |
| 2    | Ungheria | 3       | 2     | 1     | 254:153      | 5     | +101  |
| 3    | Iran     | 3       | 1     | 2     | 145:216      | 4     | -71   |
| 4    | Austria  | 3       | 0     | 3     | 133:224      | 3     | -91   |

## Gironi di consolazione

### Gruppi di qualificazione
Le squadre eliminate nei gironi preliminari formano tre gironi da tre squadre ciascuno. La vittoria vale due punti, la sconfitta uno.

#### Gruppo 1
| Gara | Team 1       | Team 2     | 1.T.  | 2.T.  | Supp. | Finale |
| ---- | ------------ | ---------- | ----- | ----- | ----- | ------ |
| A1   | Jugoslavia   | Austria    | 32:29 | 48:29 | –     | 80:58  |
| A2   | Germania Est | Jugoslavia | 25:43 | 36:52 | –     | 61:95  |
| A3   | Germania Est | Austria    | 33:25 | 28:25 | –     | 61:50  |

| Pos. | Nazione      | Giocate | Vinte | Perse | Fatti-Subiti | Punti | Diff. |
| ---- | ------------ | ------- | ----- | ----- | ------------ | ----- | ----- |
| 1    | Jugoslavia   | 2       | 2     | 0     | 175:119      | 4     | +56   |
| 2    | Germania Est | 2       | 1     | 1     | 122:145      | 3     | -23   |
| 3    | Austria      | 2       | 0     | 2     | 108:141      | 2     | -33   |

#### Gruppo 2
| Gara | Team 1  | Team 2 | 1.T.  | 2.T.  | Supp. | Finale |
| ---- | ------- | ------ | ----- | ----- | ----- | ------ |
| B1   | Turchia | Spagna | 25:21 | 28:29 | –     | 53:50  |
| B2   | Turchia | Italia | 25:39 | 30:34 | –     | 55:73  |
| B3   | Italia  | Spagna | 25:19 | 40:26 | –     | 65:45  |

| Pos. | Nazione | Giocate | Vinte | Perse | Fatti-Subiti | Punti | Diff. |
| ---- | ------- | ------- | ----- | ----- | ------------ | ----- | ----- |
| 1    | Italia  | 2       | 2     | 0     | 138:100      | 4     | +38   |
| 2    | Turchia | 2       | 1     | 1     | 108:123      | 3     | -15   |
| 3    | Spagna  | 2       | 0     | 2     | 95:118       | 2     | -23   |

#### Gruppo 3
| Gara | Team 1  | Team 2    | 1.T.  | 2.T.  | Supp. | Finale |
| ---- | ------- | --------- | ----- | ----- | ----- | ------ |
| C1   | Israele | Finlandia | 26:29 | 30:26 | –     | 56:55  |
| C2   | Iran    | Finlandia | 19:32 | 18:37 | –     | 37:69  |
| C3   | Israele | Iran      | 35:11 | 33:32 | –     | 68:43  |

| Pos. | Nazione   | Giocate | Vinte | Perse | Fatti-Subiti | Punti | Diff. |
| ---- | --------- | ------- | ----- | ----- | ------------ | ----- | ----- |
| 1    | Israele   | 2       | 2     | 0     | 124:98       | 4     | +26   |
| 2    | Finlandia | 2       | 1     | 1     | 124:93       | 3     | +31   |
| 3    | Iran      | 2       | 0     | 2     | 80:137       | 2     | -57   |

### Gruppi di finale
Le vincenti della fase precedente si affrontano in un nuovo girone per i posti dal nono all'undicesimo, le seconde si incontrano per i posti dal dodicesimo al quattordicesimo, le terze per i posti dal quindicesimo al diciassettesimo.

#### Gruppo 1  (9º - 11º posto)
| Gara | Team 1     | Team 2     | 1.T.  | 2.T.  | Supp. | Finale |
| ---- | ---------- | ---------- | ----- | ----- | ----- | ------ |
| A1   | Italia     | Jugoslavia | 29:36 | 47:42 | –     | 76:78  |
| A2   | Jugoslavia | Israele    | 28:29 | 44:25 | –     | 72:54  |
| A3   | Italia     | Israele    | 34:33 | 41:23 | –     | 75:56  |

| Pos. | Nazione    | Giocate | Vinte | Perse | Fatti-Subiti | Punti | Diff. |
| ---- | ---------- | ------- | ----- | ----- | ------------ | ----- | ----- |
| 1    | Jugoslavia | 2       | 2     | 0     | 150:130      | 4     | +20   |
| 2    | Italia     | 2       | 1     | 1     | 151:134      | 3     | +17   |
| 3    | Israele    | 2       | 0     | 2     | 110:147      | 2     | -37   |

#### Gruppo 2 (12º - 14º posto)
| Gara | Team 1       | Team 2       | 1.T.  | 2.T.  | Supp. | Finale |
| ---- | ------------ | ------------ | ----- | ----- | ----- | ------ |
| B1   | Turchia      | Germania Est | 31:29 | 23:24 | –     | 54:53  |
| B2   | Germania Est | Finlandia    | 23:34 | 26:26 | –     | 49:60  |
| B3   | Turchia      | Finlandia    | 27:22 | 35:35 | –     | 62:57  |

| Pos. | Nazione      | Giocate | Vinte | Perse | Fatti-Subiti | Punti | Diff. |
| ---- | ------------ | ------- | ----- | ----- | ------------ | ----- | ----- |
| 1    | Turchia      | 2       | 2     | 0     | 116:110      | 4     | +6    |
| 2    | Finlandia    | 2       | 1     | 1     | 117:111      | 3     | +6    |
| 3    | Germania Est | 2       | 0     | 2     | 102:114      | 2     | -12   |

#### Gruppo 3 (15º - 17º posto)
| Gara | Team 1  | Team 2  | 1.T.  | 2.T.  | Supp. | Finale |
| ---- | ------- | ------- | ----- | ----- | ----- | ------ |
| C1   | Spagna  | Austria | 32:14 | 32:19 | –     | 64:33  |
| C2   | Austria | Iran    | 34:27 | 26:22 | –     | 60:49  |
| C3   | Spagna  | Iran    | 28:16 | 43:26 | –     | 71:42  |

| Pos. | Nazione | Giocate | Vinte | Perse | Fatti-Subiti | Punti | Diff. |
| ---- | ------- | ------- | ----- | ----- | ------------ | ----- | ----- |
| 1    | Spagna  | 2       | 2     | 0     | 135:75       | 4     | +60   |
| 2    | Austria | 2       | 1     | 1     | 93:113       | 3     | -20   |
| 3    | Iran    | 2       | 0     | 2     | 91:131       | 2     | -40   |

## Seconda fase
Le squadre che hanno superato i gironi eliminatori formano due gruppi da quattro squadre ciascuno, le prime due avanzano mentre le altre giocano per i posti dal quinto all'ottavo. La vittoria vale due punti, la sconfitta uno.

### Gruppo 1
| Gara | Team 1           | Team 2           | 1.T.  | 2.T.  | Supp. | Finale |
| ---- | ---------------- | ---------------- | ----- | ----- | ----- | ------ |
| A1   | Unione Sovietica | Polonia          | 28:23 | 50:36 | –     | 78:59  |
| A2   | Bulgaria         | Ungheria         | 22:33 | 30:34 | –     | 52:67  |
| A3   | Ungheria         | Polonia          | 29:32 | 34:24 | –     | 63:56  |
| A4   | Unione Sovietica | Bulgaria         | 34:38 | 32:22 | –     | 66:60  |
| A5   | Bulgaria         | Polonia          | 33:29 | 36:28 | –     | 69:57  |
| A6   | Ungheria         | Unione Sovietica | 27:36 | 33:33 | –     | 60:69  |

| Pos. | Nazione          | Giocate | Vinte | Perse | Fatti-Subiti | Punti | Diff. |
| ---- | ---------------- | ------- | ----- | ----- | ------------ | ----- | ----- |
| 1    | Unione Sovietica | 3       | 3     | 0     | 213:179      | 6     | +34   |
| 2    | Ungheria         | 3       | 2     | 1     | 190:177      | 5     | +13   |
| 3    | Bulgaria         | 3       | 1     | 2     | 181:190      | 4     | -9    |
| 4    | Polonia          | 3       | 0     | 3     | 172:210      | 3     | -38   |

### Gruppo 2
| Gara | Team 1         | Team 2         | 1.T.  | 2.T.  | Supp. | Finale |
| ---- | -------------- | -------------- | ----- | ----- | ----- | ------ |
| B1   | Cecoslovacchia | Belgio         | 45:31 | 31:18 | –     | 76:49  |
| B2   | Romania        | Francia        | 26:29 | 26:32 | –     | 52:61  |
| B3   | Belgio         | Francia        | 23:36 | 40:30 | –     | 63:66  |
| B4   | Romania        | Cecoslovacchia | 33:31 | 26:35 | –     | 59:66  |
| B5   | Romania        | Belgio         | 30:39 | 40:31 | 6:9   | 76:79  |
| B6   | Francia        | Cecoslovacchia | 20:26 | 32:23 | –     | 52:49  |

| Pos. | Nazione        | Giocate | Vinte | Perse | Fatti-Subiti | Punti | Diff. |
| ---- | -------------- | ------- | ----- | ----- | ------------ | ----- | ----- |
| 1    | Francia        | 3       | 3     | 0     | 179:164      | 6     | +15   |
| 2    | Cecoslovacchia | 3       | 2     | 1     | 191:160      | 5     | +31   |
| 3    | Belgio         | 3       | 1     | 2     | 191:218      | 4     | -27   |
| 4    | Romania        | 3       | 0     | 3     | 187:206      | 3     | -19   |

## Fase finale
Le prime due di ogni raggruppamento della seconda fase formano un nuovo girone che designerà la squadra campione d'Europa, le altre giocano per i posti dal quinto all'ottavo. Ogni squadra conserva i punti ottenuti contro la vecchia compagna di girone. Le vittorie valgono sempre due punti e le sconfitte uno.

### Gruppo 1 (1º - 4º posto)
| Gara | Team 1           | Team 2         | 1.T.  | 2.T.  | Supp. | Finale |
| ---- | ---------------- | -------------- | ----- | ----- | ----- | ------ |
| A1   | Francia          | Ungheria       | 24:36 | 36:26 | –     | 60:62  |
| A2   | Unione Sovietica | Cecoslovacchia | 40:38 | 43:34 | –     | 83:72  |
| A3   | Ungheria         | Cecoslovacchia | 21:32 | 40:39 | –     | 61:71  |
| A4   | Unione Sovietica | Francia        | 37:30 | 51:42 | –     | 88:72  |

| Pos. | Nazione          | Giocate | Vinte | Perse | Fatti-Subiti | Punti | Diff. |
| ---- | ---------------- | ------- | ----- | ----- | ------------ | ----- | ----- |
| 1    | Unione Sovietica | 3       | 3     | 0     | 240:204      | 6     | +36   |
| 2    | Cecoslovacchia   | 3       | 1     | 2     | 192:196      | 4     | -4    |
| 3    | Francia          | 3       | 1     | 2     | 184:199      | 4     | -15   |
| 4    | Ungheria         | 3       | 1     | 2     | 183:200      | 4     | -17   |

### Gruppo 2 (5º - 8º posto)
| Gara | Team 1   | Team 2  | 1.T.  | 2.T.  | Supp. | Finale |
| ---- | -------- | ------- | ----- | ----- | ----- | ------ |
| B1   | Bulgaria | Romania | 24:28 | 29:24 | –     | 53:52  |
| B2   | Polonia  | Belgio  | 37:31 | 37:37 | –     | 74:68  |
| B3   | Polonia  | Romania | 35:34 | 32:32 | –     | 67:66  |
| B4   | Bulgaria | Belgio  | 34:31 | 38:18 | –     | 72:49  |

| Pos. | Nazione  | Giocate | Vinte | Perse | Fatti-Subiti | Punti | Diff. |
| ---- | -------- | ------- | ----- | ----- | ------------ | ----- | ----- |
| 1    | Bulgaria | 3       | 3     | 0     | 194:158      | 6     | +36   |
| 2    | Polonia  | 3       | 2     | 1     | 198:203      | 5     | -5    |
| 3    | Belgio   | 3       | 1     | 2     | 196:222      | 4     | -26   |
| 4    | Romania  | 3       | 0     | 3     | 194:199      | 3     | -5    |

## Classifica Finale
| Campione d'Europa | Campione d'Europa | Campione d'Europa |
| --- | ----------------- | --- |
| Unione Sovietica3 Muižnieks, 4 Valdmanis, 5 Torban, 6 Minashvili, 7 Zubkov, 8 Bočkarëv, 9 Krūmiņš, 10 Semënov, 11 Korneev, 12 Vol'nov, 13 Studeneckij, 14 Petrov, All. Stepan Spandarjan |                   | |
| Argento | Cecoslovacchia    | Cecoslovacchia3 Tetiva, 4 Křivý, 5 Škeřík, 6 B. Lukášik, 7 D. Lukášik, 8 Konvička, 9 Šťastný, 10 Z. Rylich, 11 Baumruk, 14 Tomášek, 15 Šíp, 16 B. Rylich, All. Gustáv Hermann          |
| Bronzo | Francia           | Francia3 Dorigo, 4 Chavet, 5 Monclar, 6 Baltzer, 7 Sedat, 8 Villecourt, 9 Christ, 10 Grange, 11 Mayeur, 12 Rat, 13 Baillet, 14 Lefèbvre, All. André Buffière                           |
| 4 | Ungheria          | Ungheria3 Bánhegyi, 4 Czinkán, 5 Gabányi, 6 Judik, 7 Temesvári, 8 Greminger, 9 Zsíros, 10 Boháty, 11 Simon, 12 Bencze, 13 Merényi, 14 Glatz, All. János Páder                          |
| 5 | Bulgaria          | Bulgaria3 Šipkov, 5 Mirčev, 6 Radev, 7 Kănev, 8 Lazarov, 9 G. Panov, 10 Dončev, 11 Savov, 12 Semov, 13 Ilov, 14 Pejčinski, 15 Raškov, All. Ljudmil Katerinski                          |
| 6 | Polonia           | Polonia3 Piskun, 4 Wichowski, 5 Pstrokoński, 6 Nartowski, 7 Przywarski, 8 Olszewski, 9 Sitkowski, 10 Pawlak, 11 Młynarczyk, 12 Dregier, 13 Matysik, 14 Pacuła, All. Zygmunt Olesiewicz |
| 7 | Belgio            | Belgio3 Aerts, 4 Wagner, 5 Van Huele, 6 Eygel, 7 De Pauw, 8 Deweerdt, 9 Steveniers, 10 Van Kersschaever, 11 Loridon, 12 Raets, 13 Vinck, 14 Chavagne, All. Eddy Verswijvel             |
| 8 | Romania           | Romania3 Nedelea, 4 Nováček, 5 Costescu, 6 Folbert, 7 Nedef, 8 Vizi, 9 Niculescu, 10 Fodor, 11 Nosievici, 12 Popescu, 13 Toth, 14 Popa, All. Constantin Herold                         |
| 9 | Jugoslavia        | Jugoslavia3 R. Radović, 4 Kandus, 5 B. Radović, 6 Gordić, 7 Jelnikar, 8 Dermastija, 9 Minja, 10 Daneu, 11 Đurić, 12 Korać, 13 M. Nikolić, 14 Kristančić, All. Aza Nikolić              |
| 10 | Italia            | Italia3 Conti, 4 Volpato, 5 Lucev, 6 Vianello, 7 Pieri, 8 De Carli, 9 Alesini, 10 Canna, 11 Calebotta, 12 Gavagnin, 13 Lombardi, 14 Velluti, All. Nello Paratore                       |
| 11 | Israele           | Israele3 Shneior, 4 Hemmo, 6 Kastan, 7 Lin, 9 Frish, 10 Edelist, 11 Ram, 12 Volodarsky, 13 Kaminsky, 14 Hazan, 15 Lustig, 16 Ben-Bassat, All. Eliahu Amiel                             |
| 12 | Turchia           | Turchia4 Uyguç, 6 Tezol, 7 Erim, 8 Urkon, 9 Baturalp, 10 Salnur, 11 Karabelen, 12 Büyükaycan, 13 Yalçıner, 14 Demir, 15 Kazaz, 16 Kaplanoğlu, All. Samim Göreç                         |
| 13 | Finlandia         | Finlandia3 Köli, 4 Lampén, 5 Palkoaho, 6 Nenonen, 7 Nuutinen, 8 Lindholm, 9 Jantunen, 10 Rousti, 11 Kala, 12 Kuusela, 13 Salonen, 14 Vartia, All. Kalevi Tuominen                      |
| 14 | Germania Est      | Germania Est3 Pleitz, 4 Weise, 6 Kulik, 7 Danzke, 8 Huß, 9 Flau, 10 Ehret, 11 Paskarbeit, 12 Uhlig, 13 Franke, 14 Jank, 15 Krüger, All. Kurt Lauterbach, Siegfried Käsebier            |
| 15 | Spagna            | Spagna3 A. Martínez, 4 J.L. Martínez, 5 Capel, 6 Parra, 7 Hernández, 8 Lluís, 9 Brunet, 10 Rodríguez, 11 Canals, 12 Buscató, 13 Borrell, 14 Auladell, All. Gabriel Albertí             |
| 16 | Austria           | Austria3 Walz, 4 Kotas, 5 Havlíček, 6 Döppes, 7 Polansky, 8 Schön, 9 Ledl, 10 Thiering, 11 Probst, 12 Vybíral, 13 Tutschek, 15 Přívozník, All. Herbert Haselbacher                     |
| 17 | Iran              | Iran3 Salabi, 4 Kamali, 5 Meshun, 6 Agakuzik, 7 Ufervizi, 9 Taçbehs, 10 Avendi, 11 Veisi, 12 Vafai, 13 Rezi, All. Hassan Nikli                                                         |

## Premi individuali
- MVP del torneo:  Viktor Zubkov